# Ziegelhäuser
Ziegelhäuser ([ˈt͡siːɡl̩ˌhɔɪ̯zɐ] ) ist ein amtlich ausgewiesener Wohnplatz im Ortsteil Theisa der Kurstadt Bad Liebenwerda im südbrandenburgischen Landkreis Elbe-Elster. Dieser befindet sich etwa einen Kilometer nordöstlich von Theisa. Örtlich gekennzeichnet ist er durch eine gleichnamige Straße, die hier von der Landesstraße 653 abzweigt beziehungsweise Teil von ihr ist.

## Geschichte

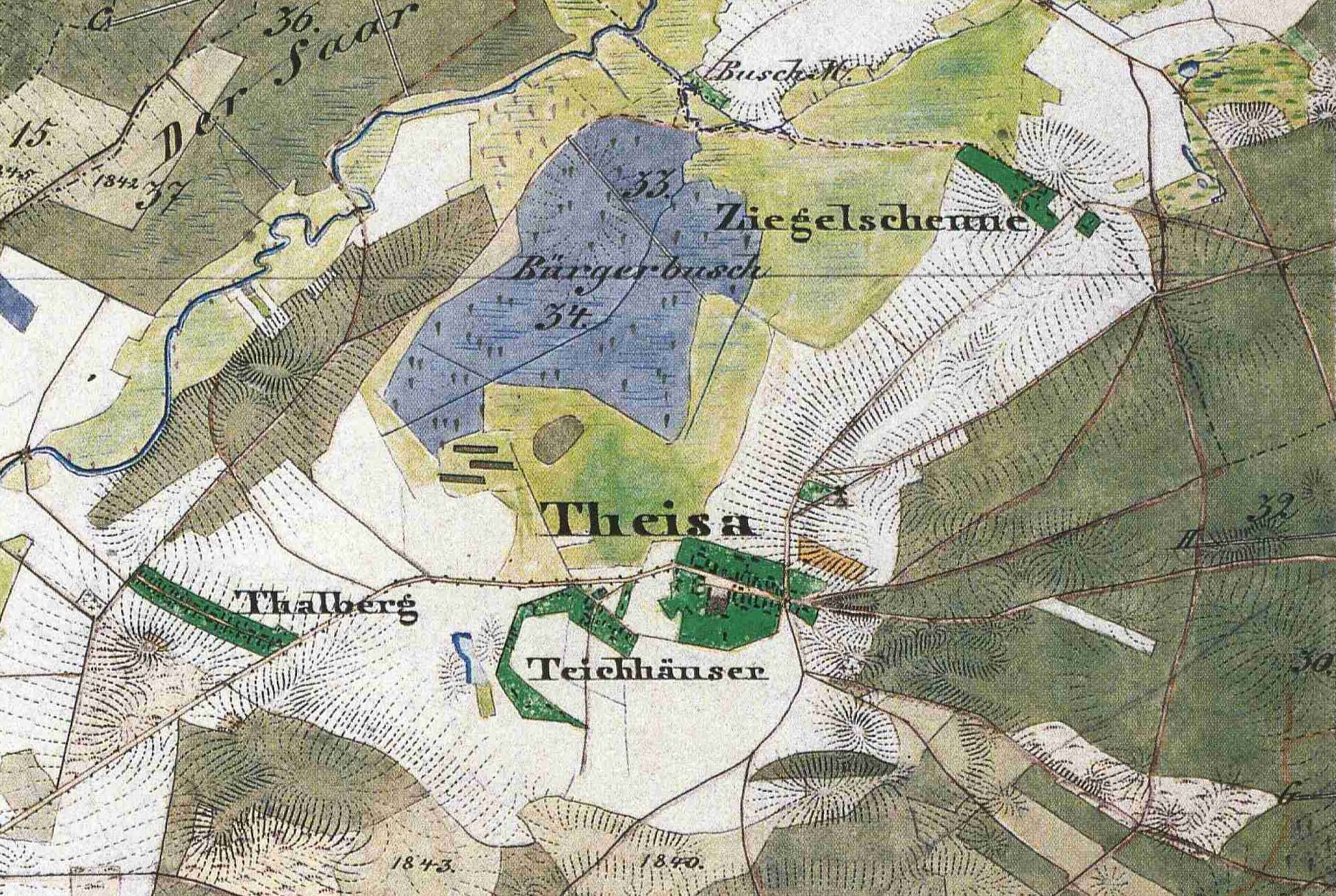
Theisa und seine Kolonien Teichhäuser, Thalberg und Ziegelhäuser (hier Ziegelschenne) auf einem Urmeßtischblatt (1847)

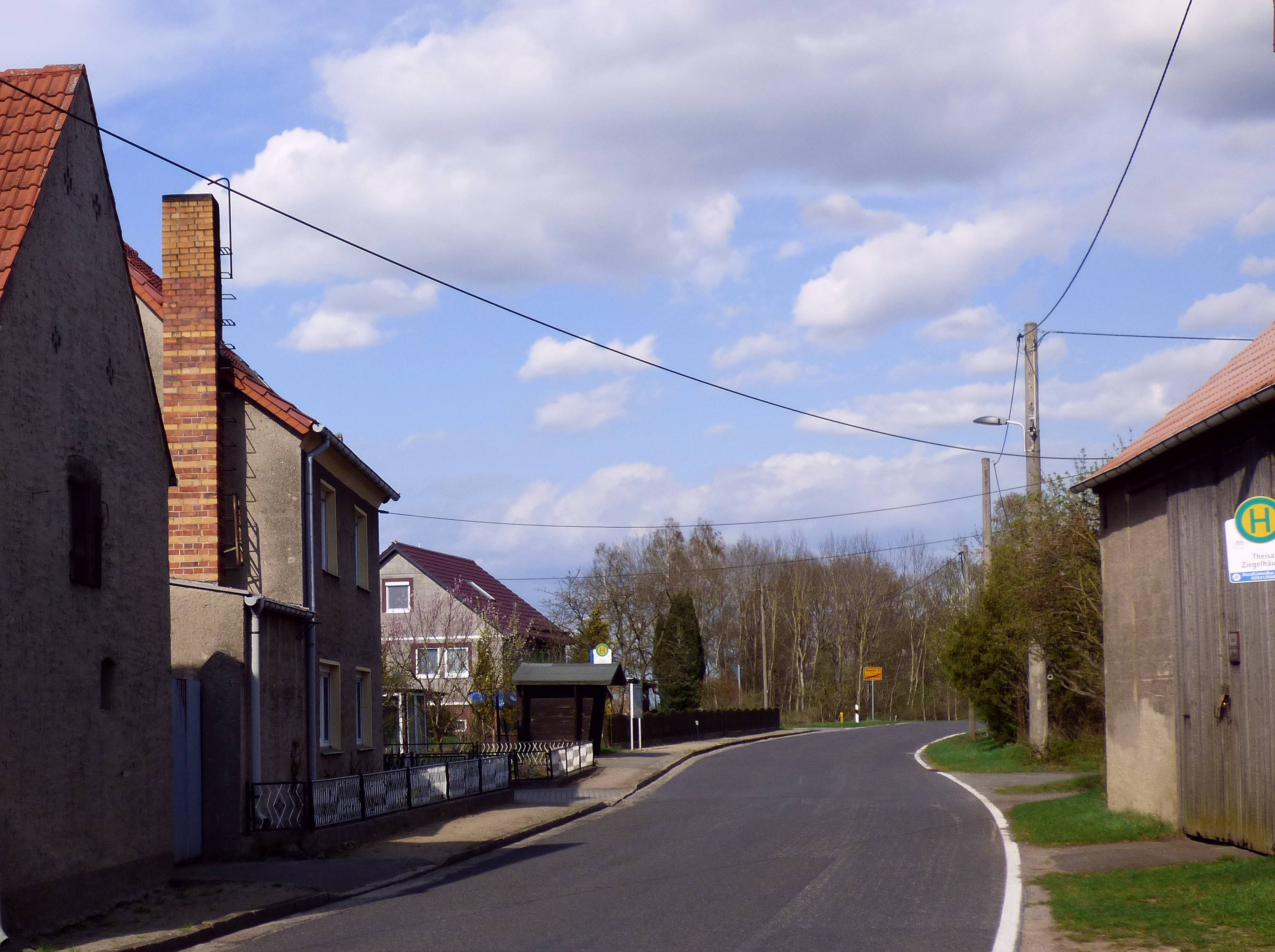
Ortsdurchfahrt der Landesstraße 653

Die Ziegelhäuser sind ursprünglich eine von drei Kolonien des Ortes. Neben den Ziegelhäusern waren das noch die wieder angelegte Ortslage des westlich von Theisa gelegenen Dorfes Thalberg und die am westlichen Ortseingang gelegenen Teichhäuser, die um ein Areal angelegt wurden, wo sich in früherer Zeit ein Teich befand. Diese Kolonien waren ab der Mitte des 18. Jahrhunderts vom Rittergut Theisa angelegt worden. So entstanden die Teichhäuser wohl vermutlich zuerst. Ihnen folgte die Anlage der Kolonie Thalberg (ab 1789) und dann ab dem beginnenden 19. Jahrhundert nach und nach schließlich größtenteils die Ziegelhäuser, wobei zwei Anwesen von ihnen sogar noch älter sind. Bereits im Jahre 1794 soll hier ein Zinsdorfer namens Mayer ein Haus errichtet haben. Sieben Grundstücke der Ziegelhäuser wurden vom Rittergut zwischen 1800 und 1820 in Erbpacht gegeben. Zumindest der Ritterguts-Eigentümer Justiz-Amtmann Christian August Schulze soll seinen Siedlern zum Teil auch Darlehen gegeben haben. Im Gegenzug hatten die Siedler verschiedene Abgaben an das Rittergut in Theisa zu entrichten, mussten ihre Lohnarbeiten zuerst dem Rittergut anbieten und sonstige Dienste dem Gut leisten. Weiters behielt das Rittergut ein Vorkaufsrecht, für die jeweiligen Grundstücke und Häuser.
Die Kolonie Ziegelhäuser, die in historischen Schriften, Urkunden und Karten auch unter den Ortsbezeichnungen Ziegelscheune, Ziegelschenne und Ziegeldörfchen auftaucht, war wie auch die beiden anderen Theisaer Kolonien, nicht mit eigenem Land ausgestattet, denn die Kolonien dienten dem Rittergut vermutlich vorrangig zur Arbeitskräftebeschaffung. Ihren Namen erhielt die Siedlung sehr wahrscheinlich von einer in der Nähe befindlichen Ziegelei beziehungsweise Ziegelscheune, die ebenfalls zum Rittergut gehörte. Außerdem befand sich hier eine Lehmgrube, die laut einem im Jahre 1937 in der Schwarzen Elster erschienenen Aufsatz des Heimatforschers und einstigen Theisaer Lehrers Rudolf Matthies (1909–1996) in jenem Jahr noch zuerkennen war. Eine weitere Ziegelei des Theisaer Rittergutes befand sich in der Liebenwerdaer Heide.
Zusammen mit dem Theisaer Rittergut, seinen beiden anderen Kolonien und weiteren Orten, gehörte Ziegelhäuser ab dem Jahre 1874 zum Amtsbezirk Maasdorf des Kreises Liebenwerda. Einige Jahre später kam es dann 1880 wegen der Kolonie Ziegelhäuser zu Streitigkeiten zwischen dem Theisaer Rittergut und der Gemeinde. Vermutlich aus Gründen der Verantwortlichkeit für die Armenfürsorge wollte keine der beiden Streitparteien die Siedlung zu sich gehörig anerkennen. Der Vorfall kam schließlich vor Gericht und letztlich wurde die Siedlung dann in zweiter Instanz der Gemeinde zugeteilt.